# کلودیا میشلسن
کلودیا میشلسن (آلمانی: Claudia Michelsen؛ زادهٔ ۴ فوریهٔ ۱۹۶۹) یک هنرپیشه اهل آلمان است.

## گزیده فیلم
- سکوت - (۲۰۱۰)
- پاپ یوان - (۲۰۰۹)
- فی گریم - (۲۰۰۶)
- قبل از سقوط - (۲۰۰۴)
- تونل - (۲۰۰۱)
- آلمان سال ۹۰ نه صفر - (۱۹۹۱)